# 白胸文鸟
白胸文鸟（学名：Lonchura leucogastra），是梅花雀科文鸟属的一种，分布于文莱、缅甸、泰国、印度尼西亚、菲律宾和马来西亚。该物种的保护状况被评为无危。
白胸文鸟的平均体重约为11.4克。栖息地包括亚热带或热带的湿润低地林、乡村花园、亚热带或热带的（低地）湿润疏灌丛和耕地。